# 陈荣久
陈荣久（1904年—1937年），黑龙江宁安县三家子村人。东北抗日联军将领。

## 生平
九·一八事变前，陈荣久在东北军第二十一混成旅骑兵二营七连当兵。事变后，陈荣久指责国民党不抵抗政策，在士兵中激励坚决抗日。当连长率队投降时，他和主张抗日的士兵一起，缴了连长的枪，率队投奔抗日救国军，被推举为新编第五连长；在穆棱、海林、宁安等地多次打击日军。不久，由于日军大举进攻，救国军濒临溃散。1933年2月，陈得知共产党员李延禄领导的抗日救国游击军，遂率队到宁安参加了抗日救国游击军，并担任了游击军军部副官；他参加和指挥了二道河子、东京城等战斗。1933年5月，根据中共满洲省委和吉东局的指示，游击军转赴密山，因多次对敌作战中，陈冲锋在前，被誉为“魁梧将军”；同年6月，加入中国共产党。
1933年7月，抗日救国游击军改编为东北人民革命军第四军。1934年春，军长李延禄到上海争取各界人士支持东北抗日斗争时，陈代理四军政委职务。同年秋，受中共组织的派遣，转赴莫斯科东方大学学习。1936年秋回国，被派到虎林、饶河地区，负责在东北人民革命军第四军二师的基础上组建东北抗日联军第七军。陈和二师领导争取和收编了反日山林队，扩大了抗日武装力量。同年11月，东北抗日联军第七军在饶河县抱马顶子正式成立，陈任军长兼第一师师长。
1937年，日军对虎林、饶河抗日游击区和抗日联军第七军进行春季讨伐。3月，陈荣久分兵几路截击敌人，并亲自率领一百五十多人，在饶河县西北与日军三四百人展开激烈战斗。他指挥部队占领有利地形，集中火力向敌猛烈射击。经过三个多小时的激战，击毙日军大穗参事官以下三十多名，毙伤伪军几十名，打退了日军围攻。傍晚，在掩护部队转移时，陈荣久不幸中弹阵亡，时年34岁。
1984年，在黑龙江省饶河县大顶子山北屏岭山旁修建了陈荣久烈士牺牲地标志碑，供人缅怀和悼念。